# Замок Багготрат
Замок Багготрат (англ. Baggotrath Castle, Baggotsrath Castle) — Багготстрат — один із замків Ірландії, був розташований у нинішньому графстві Дублін, стояв колись на нинішній вулиці Баггот-стріт у центрі Дубліна. Замок був побудований у ХІІІ столітті родиною Багод (Bagod), що пізніше стала називатися Баггот (Baggot).
Під час громадянської війни на Британських островах замок описували як «найсильніша фортеця поблизу Дубліна». Володіння замком було важливим для всіх воюючих сторін. Замок був зруйнований під час військових дій у 1649 році, напередодні битви під Рахмайнс. Руїни замку стояли до початку дев'ятнадцятого століття, коли будівельна корпорація Дубліна зруйнувала його. Ніяких слідів від замку не збереглося. Замок стояв на розі нинішніх вулиць Верхньої 44-46 Баггот-стріт та Ватерлоо-роуд.

## Історія замку Багготрат
Замок і навколишній район Дубліна отримали свою назву від сера Роберта Багода — головного судді ірландської загальної юрисдикції, що придбав ці землі близько 1280 року і побудували замок. Від родини Багод замок перейшов до родини ФітцВільям, що пізніше отримала титул віконтів ФітцВільям. Потім замком володів впливовий аристократ англійського походження сер Едвард Перрерс на початку XV століття. Потім замок знову перейшов у володіння родини Фітцвільям.
Замок був ареною запеклого конфлікту в 1441 році, коли вдова сера Едварда Перрерс — Джоанна, що успадкувала замок у 1428 році, передала його своєму сину, але той помер. Розпорядником замку став Джеймс Корнволш — головний барон ірландського міністра фінансів. Родина Корнволш заволоділа замком. Це дуже обурило дочку сера Едварда Перрерса — Ісмей, яка була одружена з одним з чоловіків родини ФітцВільям. Її чоловік підняв значний озброєний загін, напав на замок, і вбив Корнволша. Він був звинувачений у вбивстві, але незабаром їх помилував король Англії Генріх VI, що видавав індульгенції, навіть при дуже серйозних злочинах.
Про замок писали, що він перебуває в жахливому стані в 1489 році, але незабаром був відновлений і 1640-х роках про нього писали як про найсильнішу фортецю поблизу Дубліна, хоча власники скаржилися, що замок істотно ушкоджений у 1642 році.
У липні 1649 року лідер ірландського роялістів Джеймс Батлер — І герцог Ормонд наступав на Дублін, що контролювався військами парламенту під командуванням полковника Майкла Джонса. Передбачаючи, що граф Ормонд спробує захопити замок Багготрат, Джонс частково зруйнував його. Проте Ормонд вирішив захопити замок і відбудувати його. Роялісти захопили замок силою 1500 багнетів, але не встигли його укріпити. Джонс з армією в 5000 багнетів напав на замок. Кіннота роялістів не встигла прийти на допомогу, Джонс знищив загони роялістів, що обороняли замок і рушив далі на битву під Рахмайнс.
Родина Фітцвільям спробувала частково відбудувати зруйнований замок. Але відбудова так і не була закінчена. У XVIII столітті замок стояв у руїнах. Руїни замку описав Остін Купер у 1778 році, а потім Френсіс Госс у 1792 році. Через кілька років замок був повністю зруйнований для розширення вулиці Баггот-стріт.